# قصف الجزائر (1770)
قصف الجزائر عام 1770 (تُعرف أيضًا باسم الحرب الدنماركية الجزائرية)، هو نزاع استمر من عام 1769 إلى 1772 بين اتحاد الدنمارك والنرويج وإيالة الجزائر التي كانت إحدى مقاطعات الدولة العثمانية، ولكنها كانت في الغالب مستقلة وظيفيًا.

## خلفية الأحداث وبداية النزاع
توسعت التجارة الدنماركية النرويجية في البحر الأبيض المتوسط بشكل كبير في منتصف القرن الثامن عشر. ومن أجل حماية تجارتهما المربحة من القرصنة أبرمت الدنمارك والنرويج اتفاق سلام مع ولايات الساحل البربري يستلزم دفع جزية سنوية لكل حاكم في تلك الممالك وكذلك للولايات.
في عام 1766، أصبح بابا محمد بن عثمان داي الجزائر. وطالب بضرورة زيادة الدفعة السنوية التي تدفعها الدنمارك والنرويج وأن يتلقى هدايا جديدة. رفضت الدنمارك والنرويج المطالب. بعد فترة وجيزة خطف قراصنة جزائريون ثلاث سفن دنماركية نرويجية وباعوا طاقمها كعبيد.

## الرد

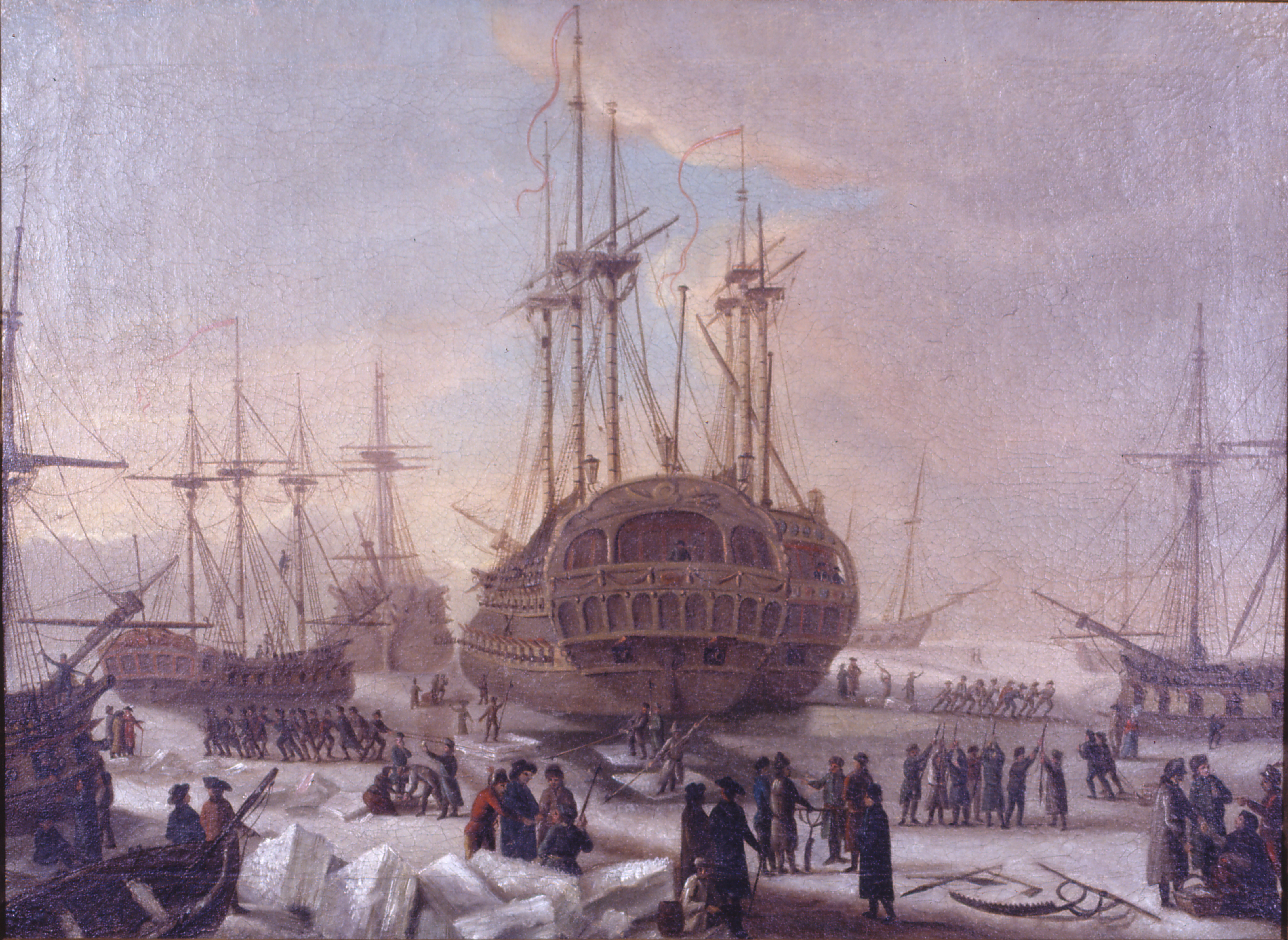
الحملة الدنماركية إلى الجزائر قبل مغادرتها كوبنهاجن في عام 1770

كانت السفن الحربية المحملة بالبارود والرصاص قد أبحرت من كوبنهاغن في 16 مايو 1770. وهددوا بقصف العاصمة الجزائرية إذا لم يوافق الجزائريون على اتفاق سلام جديد بشروط دنماركية. لم تتعرض الجزائر للتخويف، وانتهى القصف الدنماركي-النرويجي بالفشل، حيث أن جزءا كبيرا من الطاقم أصيب بأمراض خطيرة بسبب تفشي التيفوئيد. لم تستطع السفن تحمل الضربات الثقيلة من الهجمات المعاكسة من الجزائريين، مما أدى إلى تلف هياكلها، حيث قامت الوحدة الدانمركية النرويجية بتفريغ ما يقرب من 75 قنبلة ضد مدينة الجزائر قبل أن يتم التخلي عن الهجوم. ثم لجأت الوحدة إلى حصار المدينة.

## العواقب
في 1772، أرسل وفد إلى الجزائر، وبعد خمسة أيام من المفاوضات، تم التوصل إلى سلام جديد أخذت فيه الجزائر أجرا جيدا. بالإضافة إلى ذلك، اضطرت الدانمرك-النرويج إلى دفع ثمن استرجاع كل عبد تم القبض عليه أثناء الحرب. وكان على العبيد الدنماركيين النرويجيين الذين بيعوا للخواص التفاوض بشكل فردي على أسعار تحريرهم.
اليوم، الحرب نسي تقريبا في الدنمارك والنرويج، لكونها لم تلعب دورا كبيرا في التاريخ الدنماركي والنرويجي.